# Магаревчани
Магаревчани (на македонска литературна норма: Магаревчани) са жителите на арумънската (влашка) паланка Магарево, Северна Македония. Това е списък на най-известните от тях.

## Родени в Магарево
А — Б — В — Г — Д —
Е — Ж — З — И — Й —
К — Л — М — Н — О —
П — Р — С — Т — У —
Ф — Х — Ц — Ч — Ш —
Щ — Ю — Я

### А
- Алкивиадис Малтос (1871 – 1945), гръцки лекар, общественик, основател на Ираклис в Солун
- Анастас Зограф, възрожденски зограф
- Анастасиос Вафиадис (? – 1866), гръцки революционер
- Анастасиос Малтос (1851 – 1927), гръцки учен
- Ангел Ташков (? - 1924), комунист

### В
- Василе Дудуми (1865 – ?), румънски лекар и общественик

### Г
- Гошо Димитри, влах, православен, арестуван преди април 1904 година, обвинен в „известяване на българския комитет за движението на султанската войска и даване на убежище“, осъден от Извънредния съд на 3 години каторга, лежал в Битолския затвор, амнистиран с общата амнистия от 12 април 1904 година[1]

### Д
- Димитриос Стерьос Лалас (1848 – 1911), гръцки композитор
- Димитриос Цапанос, гръцки андартски деец
- Димитър Анастасов, възрожденски зограф
- Димитър Петров, революционер и прадядо на Владимир Димитров – Майстора

### Й
- Йоанис Никитас, гръцки андартски деец
- Йоан Лича (1883 – 1952), арумънски и румънски фолклорист

### К
- Константин Анастасов, възрожденски зограф

### М
- Михаил Сапкас (1867 – 1956), член на Неа Филики Етерия, деец на Гръцката въоръжена пропаганда в Македония, дългогодишен кмет на Лариса

### Н
- Никола Янаки, арестуван през септември 1903 година, обвинен в „разбойничество“, осъден на 6 години каторга, заточен в Диарбекир, амнистиран с общата амнистия от 12 април 1904 година[2]

### П
- Папуч Ташку, арестуван през септември 1903 година, обвинен в „разбойничество“, осъден на 4 години каторга, заточен в Диарбекир, амнистиран с общата амнистия от 12 април 1904 година[2]
- Петру Вулкан (1866 – 1922), румънски писател, публицист, драматург

### С
- Стерьо Наку (? – 1903) войвода на ВМОРО

### Я
- Янаки Магарещанец (? – 1903) войвода на ВМОРО

## Починали в Магарево
- Боню Янев Карабелев, български военен деец, старши подофицер, загинал през Първата световна война[3]
- Мишо Цеков (Ценов) Петров, български военен деец, подофицер, загинал през Първата световна война[4]

## Други
- Бранислав Нушич (1864 – 1938), сръбски писател, по произход от Магарево
- Владимир Димитров – Майстора (1882 - 1960), български художник, по произход от Магарево
- Димитър Наумов (1851 – 1984), български общественик, по произход от Магарево
- Орестис Малтос (1908 – 1999), гръцки архитект, по произход от Магарево